# Agoo
Agoo  (Bayan ng  Agoo) es un municipio filipino de primera categoría, situado en la isla de Luzón y perteneciente a  la provincia de La Unión en la Región Administrativa de Ilocos, también denominada Región I.

## Barangays
Agoo se divide, a los efectos administrativos, en 49  barangayes o barrios, conforme a la siguiente relación:
| - Ambitacay - Balawarte - Capas - Consolación (Población) - Macalva Central - Macalva del Norte - Macalva del Sur - Nazareno - Purok - San Agustín del Este - San Agustín del Norte - San Agustín del Sur - San Antonino - San Antonio | - San Francisco - San Isidro - San Joaquin del Norte - San Joaquin del Sur - San José del Norte - San José del Sur - San Juan - San Julián Central - San Julián del Este - San Julián del Norte - San Julián del Oeste | - San Manuel del Norte - San Manuel del Sur - San Marcos - San Miguel - San Nicolás Central (Población) - San Nicolás del Este - San Nicolás del Norte (Población) - San Nicolás del Oeste - San Nicolás del Sur (Población) - San Pedro - San Roque del Oeste - San Roque del Este | - San Vicente del Norte - San Vicente del Sur - Santa Ana - Santa Bárbara (Población) - Santa Fé - Santa María - Santa Mónica - Santa Rita (Nalinac) - Santa Rita del este - Santa Rita del Norte - Santa Rita del Sur - Santa Rita del Oeste |  |